# Järva stadsdelsområde
Järva stadsdelsområde är ett stadsdelsområde i Västerort i Stockholms kommun. Stadsdelsområdet omfattar stadsdelarna Akalla, Bromsten, Flysta, Hansta, Husby, Kista,  Lunda, Rinkeby, Solhem, Sundby och Tensta.
Järva bildades den 1 juli 2023 då Spånga-Tensta stadsdelsområde och Rinkeby-Kista stadsdelsområde slogs samman enligt beslut av kommunfullmäktige 24 april 2023.